# 化石樹
化石樹（学名：Clerodendrum calamitosum）为馬鞭草科海州常山屬下的一个种。

## 扩展阅读
- 維基物種上的相關：化石樹